# シッラヴェンゴ
シッラヴェンゴ（伊: Sillavengo）は、イタリア共和国ピエモンテ州ノヴァーラ県にある、人口約600人の基礎自治体（コムーネ）。

## 地理

### 位置・広がり
| 隣接するコムーネは以下の通り。括弧内のVCはヴェルチェッリ県所属を示す。 - アルボーリオ (VC) - ブリオーナ - カルピニャーノ・セージア - カステッラッツォ・ノヴァレーゼ - ギズラレンゴ (VC) - ランディオーナ - マンデッロ・ヴィッタ |